# NGC 7052
NGC 7052 é uma galáxia elíptica (E) localizada na direcção da constelação de Vulpecula. Possui uma declinação de +26° 26' 50" e uma ascensão recta de 21 horas, 18 minutos e 33,0 segundos.
A galáxia NGC 7052 foi descoberta em 10 de Setembro de 1784 por William Herschel.